# Walburga d'Asburgo-Lorena
Walburga d'Asburgo-Lorena (nome completo in tedesco Walburga Maria Helene Elisabeth Franziska; Berg, 5 ottobre 1958) è un'avvocata e politica tedesca naturalizzata svedese.
Quinta figlia di Ottone d'Asburgo-Lorena e nipote di Carlo I, ultimo imperatore d'Austria-Ungheria. Nata arciduchesssa d'Austria, divenuta contessa Douglas per il matrimonio con il conte svedese Archibald Douglas nel 2006. 
Nel 2006 è stata eletta al Riksdag del Regno di Svezia ed è presidente della delegazione parlamentare presso l'Organizzazione per la sicurezza e la cooperazione in Europa (OSCE).

## Biografia

### Infanzia ed educazione
Walburga è la quintogenita dei sette figli di Otto d'Asburgo-Lorena e di Regina di Sassonia-Meiningen. A causa della legislazione antiasburgica vigente in Austria sin dalla fine della prima guerra mondiale, nacque in esilio in Baviera.
L'ambiente familiare, nel quale è ben radicato lo spirito di servizio e si vive un sincero afflato europeista, offre solide basi alla formazione politica di Walburga. Il padre Otto e il fratello Carlo sono stati entrambi eurodeputati; il fratello Giorgio è stato ambasciatore straordinario ungherese e ricopre la carica di presidente della Croce rossa magiara; la sorella Gabriela, scultrice di una certa fama, è ambasciatore straordinario di Georgia in Germania.
Dopo l'esame di maturità conseguito a Tutzing, in Baviera, nel 1977, ha studiato diritto canonico nel quale ambito ha conseguito un dottorato di ricerca all'Università di Salisburgo.
Nel 1983 ha studiato al National Journalism Centre di Washington e ha lavorato alla rivista Reader's Digest della medesima città. 

### Carriera politica
Nel 1973 Walburga fu tra i fondatori di Paneuropa-Jugend Deutschland, e ne divenne presidente della sezione bavarese e vice presidente nazionale. Nel 1977 fondò il Brüsewitz-Zentrum (Christlich-Paneuropäisches Studienwerk), un centro di studio paneuropeo di ispirazione cristiana. Dal 1980 al 1988 fu assistente segretario generale dell'Unione Paneuropea, dal 1988 al 2004 ne divenne il Segretario generale e dal 2004 ne è il vice presidente esecutivo. 
Tra il 1985 e il 1992 ha, inoltre, lavorato per il ministero dell'informazione del Sultanato dell'Oman. 
Il 19 agosto 1989 fu tra gli organizzatori del Paneuropa-Picknick presso la Cortina di ferro, lungo il confine tra Austria e Ungheria, un momento altamente significativo inserito nel processo che portò all'abbattimento del muro di Berlino e alla caduta del comunismo nell'Europa orientale.
Dal 2003 è la presidentessa della sezione locale del Partito Moderato svedese a Flen ed è membro del consiglio regionale del partito nel Södermanland. Nel 2004 è diventata membro del Comitato dell'Arab International Media Forum di Londra. Dal 2005 è anche membro del consiglio della fondazione Jarl Hjalmarson, strettamente legata al partito moderato. 
Nel 1999 e nel 2004 si candidò al Parlamento europeo per il Partito Moderato, e al parlamento nazionale (Riksdag) nel 2002 e nel 2006. Il 17 settembre 2006 è stata eletta al parlamento nazionale ed è diventata presidente della delegazione parlamentare presso l'OSCE.

### Vita privata
Il 5 dicembre 1992 Walburga ha sposato a Budapest il conte Archibald Douglas, figlio dell'omonimo conte Archibald Douglas e della baronessa Margareta Lagerfelt, e cugino della principessa Sofia di Baviera, moglie del principe Luigi di Liechtenstein. Dal matrimonio è nato un figlio:
- Conte Moritz Otto Wenzel Douglas (30 marzo 1994).

## Ascendenza
|                               |                                         |                                         | Genitori                                  |  |  | Nonni |  |  | Bisnonni                          |  |  | Trisnonni                       |  |
|                               |                                         |                                         |                                           |  |  |       |  |  | Ottone Francesco d'Asburgo-Lorena |  |  | Carlo Ludovico d'Asburgo-Lorena |  |
|                               |                                         |                                         |                                           |  |  |       |  |  | Ottone Francesco d'Asburgo-Lorena |  |  | Carlo Ludovico d'Asburgo-Lorena |  |
|                               |                                         | Maria Annunziata di Borbone-Due Sicilie |                                           |  |  |       |  |  | Ottone Francesco d'Asburgo-Lorena |  |  |                                 |  |
| Carlo I d'Asburgo-Lorena      |                                         |                                         |                                           |  |  |       |  |  | Ottone Francesco d'Asburgo-Lorena |  |  |                                 |  |
|                               |                                         | Maria Giuseppina di Sassonia            | Giorgio di Sassonia                       |  |  |       |  |  |                                   |  |  |                                 |  |
|                               |                                         | Maria Giuseppina di Sassonia            | Giorgio di Sassonia                       |  |  |       |  |  |                                   |  |  |                                 |  |
|                               |                                         | Maria Giuseppina di Sassonia            | Maria Anna Ferdinanda di Braganza         |  |  |       |  |  |                                   |  |  |                                 |  |
| Ottone d'Asburgo-Lorena       |                                         | Maria Giuseppina di Sassonia            |                                           |  |  |       |  |  |                                   |  |  |                                 |  |
|                               |                                         | Roberto I di Borbone-Parma              | Carlo III di Borbone-Parma                |  |  |       |  |  |                                   |  |  |                                 |  |
|                               |                                         | Roberto I di Borbone-Parma              | Carlo III di Borbone-Parma                |  |  |       |  |  |                                   |  |  |                                 |  |
|                               |                                         | Roberto I di Borbone-Parma              | Luisa Maria di Borbone-Francia            |  |  |       |  |  |                                   |  |  |                                 |  |
| Zita di Borbone-Parma         |                                         | Roberto I di Borbone-Parma              |                                           |  |  |       |  |  |                                   |  |  |                                 |  |
|                               |                                         | Maria Antonia di Braganza               | Michele del Portogallo                    |  |  |       |  |  |                                   |  |  |                                 |  |
|                               |                                         | Maria Antonia di Braganza               | Michele del Portogallo                    |  |  |       |  |  |                                   |  |  |                                 |  |
|                               |                                         | Maria Antonia di Braganza               | Adelaide di Löwenstein-Wertheim-Rosenberg |  |  |       |  |  |                                   |  |  |                                 |  |
| Walburga d'Asburgo-Lorena     |                                         | Maria Antonia di Braganza               |                                           |  |  |       |  |  |                                   |  |  |                                 |  |
|                               | Federico Giovanni di Sassonia-Meiningen | Giorgio II di Sassonia-Meiningen        |                                           |  |  |       |  |  |                                   |  |  |                                 |  |
|                               | Federico Giovanni di Sassonia-Meiningen | Giorgio II di Sassonia-Meiningen        |                                           |  |  |       |  |  |                                   |  |  |                                 |  |
|                               | Federico Giovanni di Sassonia-Meiningen | Feodora di Hohenlohe-Langenburg         |                                           |  |  |       |  |  |                                   |  |  |                                 |  |
| Giorgio di Sassonia-Meiningen | Federico Giovanni di Sassonia-Meiningen |                                         |                                           |  |  |       |  |  |                                   |  |  |                                 |  |
|                               |                                         | Adelaide di Lippe-Biesterfeld           | Ernesto II di Lippe-Biesterfeld           |  |  |       |  |  |                                   |  |  |                                 |  |
|                               |                                         | Adelaide di Lippe-Biesterfeld           | Ernesto II di Lippe-Biesterfeld           |  |  |       |  |  |                                   |  |  |                                 |  |
|                               |                                         | Adelaide di Lippe-Biesterfeld           | Contessa Carolina di Wartensleben         |  |  |       |  |  |                                   |  |  |                                 |  |
| Regina di Sassonia-Meiningen  |                                         | Adelaide di Lippe-Biesterfeld           |                                           |  |  |       |  |  |                                   |  |  |                                 |  |
|                               |                                         | Conte Alfredo di Korff                  | Conte Massimiliano Federico di Korff      |  |  |       |  |  |                                   |  |  |                                 |  |
|                               |                                         | Conte Alfredo di Korff                  | Conte Massimiliano Federico di Korff      |  |  |       |  |  |                                   |  |  |                                 |  |
|                               |                                         | Conte Alfredo di Korff                  | Contessa Gabriella di Mirbach-Kosmanos    |  |  |       |  |  |                                   |  |  |                                 |  |
| Contessa Clara Maria di Korff |                                         | Conte Alfredo di Korff                  |                                           |  |  |       |  |  |                                   |  |  |                                 |  |
|                               |                                         | Baronessa Elena di Hilgers              | Barone Francesco Riccardo di Hilgers      |  |  |       |  |  |                                   |  |  |                                 |  |
|                               |                                         | Baronessa Elena di Hilgers              | Barone Francesco Riccardo di Hilgers      |  |  |       |  |  |                                   |  |  |                                 |  |
|                               |                                         | Baronessa Elena di Hilgers              | Agnes Zernentsch                          |  |  |       |  |  |                                   |  |  |                                 |  |
|                               |                                         | Baronessa Elena di Hilgers              |                                           |  |  |       |  |  |                                   |  |  |                                 |  |